# 今を生きる・時代の先駆者たち 高将の名言
『今を生きる・時代の先駆者たち 高将の名言』（いまをいきる じだいのせんくしゃたち こうしょうのめいげん）は、2016年4月2日から同年9月24日までBSジャパン（現・BSテレ東）で放送されていた教養番組である。その後も2016年10月2日から2017年9月24日まで『松平健・高将の名言』（まつだいらけん・こうしょうのめいげん）と題して放送されていた。いずれもアクテリオン ファーマシューティカルズ ジャパンの一社提供。

## 概要
さまざまな業界の先駆者たちをゲストに迎え、彼ら「高将」がそれまでの人生で経験してきたことや彼らの生み出した名言を松平健がトークで探っていた番組。
番組タイトルの表記には揺れがあり、BSテレ東公式サイト内でも表題通りの「今を生きる・時代の先駆者たち 高将の名言」表記と、それとはまた少し違う「今を生きる 時代の先駆者たち〜高将の名言〜」表記が混在する。公式サイト内の番組表とEPGでは前者が用いられていた。

## 放送日時
いずれも日本標準時。
- 土曜 23:30 - 日曜 0:00 （2016年4月2日 - 2016年9月24日）
- 日曜 11:00 - 11:30 （2016年10月2日 - 2017年9月24日）

## 出演者
- 番組ホスト：松平健
- 進行：八塩圭子（2016年4月2日 - 2017年4月23日）、佐分千恵（2017年4月30日 - 2017年9月24日）